# Intel Itanium 2
El Itanium 2 es un procesador de arquitectura Itanium que fue desarrollada conjuntamente por Intel y Hewlett-Packard, introducida en julio de 2002. 

## Diferentes versiones y características técnicas
Todos los procesadores Itanium 2 comparten una misma jerarquía de memoria caché. Todos tenían una caché de nivel 1 de 16 KB para instrucciones y otra de 16 KB para datos. La caché de nivel 2 está unificada (es la misma para datos e instrucciones) y tiene un tamaño de 256 KB. La caché de nivel 3 también está unificada y varía el tamaño desde los 1,5 MB hasta los 9 MB. En una elección interesante del diseño, la caché de nivel 2 contenía suficiente lógica para el manejo de las operaciones de los semáforos (mecanismos de sincronización del kernel) sin molestar a la ALU. El bus del Itanium 2 tenía velocidades desde 200 MHz hasta los 533 MHz.

### McKinley
McKinley fue la primera versión del Itanium 2, fabricada en un proceso de fabricación de 0.18 micras. Fue lanzado con unas velocidades que oscilaban entre los 900 MHz y 1 GHz, con un tamaño de caché de 1,9 y 3 MB. Añadió la instrucción de salto largo al conjunto de instrucciones al IA-64. El rendimiento de la arquitectura IA-64, aunque era mejor, aún era más lenta que los procesadores actuales x86. El rendimiento del McKinley era similar que un Pentium III a 2/3 de su velocidad.

### Madison
El Madison fue inicialmente introducido en junio del 2003. Inicialmente tenía tres versiones disponibles: 1,3 GHz con 3 MB de caché, 1,4 GHz con 4 MB de caché y 1,5 GHz con 6 MB de caché.
Estaba fabricado en un proceso de 0.13 micras, el tamaño de su núcleo era de 374 mm². Su sistema de alimentación permanecía sin cambios desde el McKinley con 130 vatios. En septiembre del 2003 fue lanzada una versión de 1,4 GHz con una caché de 1,5 MB, hasta la versión a 1,6 GHz con 9 MB de caché, lanzada en noviembre del 2004.

### Hondo
Hondo fue anunciado como un módulo del procesador dual mx2 de HP en febrero del 2003 y empezó a venderse a principios del 2004. Consiste de dos núcleos Madison con 32 MB de caché de nivel 4 y cabe en el mismo espacio que un Itanium normal. Ahora los núcleos corren a 1,1 GHz con 4 MB de caché de nivel 3 cada uno.

### Deerfield
Deerfield fue lanzado en septiembre del 2003. Con una caché de 1,5 MB, corriendo a 1 GHz, este fue el primer Itanium con bajo voltaje, que consumía 62 vatios.

### Fanwood
El núcleo Fanwood debutó en noviembre del 2004. Las versiones incluían una edición de 1,6 GHz con 3 MB de caché de nivel 3 con una velocidad de bus de 200 MHz o 266 MHz y una versión de bajo voltaje de 1,3 GHz con 3 MB de caché de nivel 3 a 200 MHz..

### Montecito
Itanium 2 serie 9000: versión de doble núcleo lanzada en julio de 2006. Incluye soporte hardware de virtualización, multithreading y una mayor caché (12 MB de caché L3 por núcleo). 104W de consumo por procesador.1720 millones de transistores. Basado en arquitectura EPIC.

### Montvale
De la línea de procesadores de 90 nanómetros, estos Montvale tienen siete núcleos: Tres de Doble Núcleo y un procesador Núcleo Único, con velocidades iniciales que van desde los 1,42 GHz hasta los 1,66 GHz.